# Bachfest Leipzig
Le Festival Bach de Leipzig (Bachfest Leipzig) est un festival de musique qui a lieu chaque année, au mois de juin, dans la ville allemande de Leipzig, où Johann Sebastian Bach a travaillé comme Thomaskantor de 1723 jusqu'à sa mort en 1750.
La ville a accueilli le premier festival en 1904, organisé par la Neue Bachgesellschaft, et ensuite officiellement, depuis 1908. Le festival est parfois appelé Bachwochen (Semaines Bach) ou Bachtage (Journées Bach). Depuis 1999, le festival est organisé par le Bach-Archiv, au nom de la ville de Leipzig.
Le festival se compose d'une centaine d'événements musicaux, regroupés autour d'un thème différent chaque année. Le concert d'ouverture est dirigé par le Thomaskantor en exercice (actuellement Georg Christoph Biller). Le concert final est, traditionnellement, une exécution de la Messe en si mineur de Bach dans l'Église Saint-Thomas.

## Thèmes
- 2004 : Bach et l'époque romantique
- 2005 : Bach et le Futur
- 2006 : De Bach à Mozart
- 2007 : De Monteverdi à Bach
- 2008 : Bach et ses fils
- 2009 : Bach – Mendelssohn – Reger
- 2010 : Bach – Schumann – Brahms
- 2011 : ... dans le goût italien
- 2012 : ... ein neues Lied – 800 Jahre Thomana ("... un nouveau cantique – 800 ans de musique à  St. Thomas")
- 2013 : Vita Christi ("la vie du Christ")
- 2014 : Die wahre Art ("la bonne manière")
- 2015 : So herrlich stehst du, liebe Stadt! ("Comme tu es glorieuse, chère ville !")
- 2016 : Geheimnisse der Harmonie ("les secrets de l'harmonie")
- 2017 : Ein schön new Lied – Musik und Reformation ("un beau chant nouveau - musique et Réforme")
- 2018 : Zyklen ("cycles")
- 2019 : Hof-Compositeur Bach (Bach, compositeur de la cour)
- 2020 : festival annulé (pandémie de Covid 19)
- 2021 : Erlösung ("rédemption")
- 2022 : BACH - We Are FAMILY ("BACH - nous sommes une FAMILLE" - initialement prévu en 2020)
- 2023 : BACH for Future ("Bach pour le futur")
- 2024 : CHORal TOTAL ("totalement chœur/choral")